# Kyle Kitchens
Kyle Kitchens (* 25. Januar 1996 in Decatur, Georgia) ist ein US-amerikanischer American-Football-Spieler auf der Position des Defensive Ends. Er spielte College-Football für das Catawba College. Ab der Saison 2025 steht er bei den Hamburg Sea Devils in der European League of Football (ELF) unter Vertrag.

## Werdegang

### Jugend
Kitchens besuchte die Decatur High School, an der er für die Bulldogs neben dem American Football auch im Lacrosse, Basketball und Baseball aktiv war. Im Mai 2012 erhielt er das Ron Mallonee Lacrosse Camp Scholarship. Im Football wurde er zweimal in das All-State Team berufen, erhielt aber auch eine Reihe weiterer Auszeichnungen wie die Nominierung in das All-Region Team.
Zur College-Saison 2014 verpflichtete sich Kitchens für das Catawba College in Salisbury aus der NCAA Division II. Dort entwickelte er sich schnell zum Starter und Leistungsträger des Teams. In seinen vier Jahren am College wurde er mehrfach ausgezeichnet. So war er erst der vierte Athlet und zweite Defensivspieler in der Geschichte der Division II, der dreimal in Folge in ein AFCA-All-America-Team gewählt wurde. Darüber hinaus wurde er zweimal zum Defensivspieler seiner Conference ernannt. Mit seinem Team gewann er 2015 einmal die Conference, scheiterte dann aber bereits in der ersten Runde der Playoffs. Er verließ das College als All-Time Sack Leader (38,5).

### Herren
Kitchens begann 2019 seine professionelle Karriere bei den Potsdam Royals in der German Football League (GFL). In insgesamt vierzehn Spielen verzeichnete Kitchens 76 Tackles, 31 Tackles for Loss, 16 Sacks und vier Pass-Break-ups. Damit führte er die Liga in Sacks an. Nach Abschluss der Saison wurde er in das GFL North All-Star Team berufen. Zur Saison 2020 wechselte Kitchens zu den Hildesheim Invaders, doch kam er dort aufgrund der pandemiebedingten Saisonabsage nicht zum Einsatz. Stattdessen lief er für die Aviators in The Spring League auf. Im Frühjahr 2021 spielte Kitchens Fan Controlled Football, eine in Hallen ausgetragene und von Fans kontrollierte Liga in den Vereinigten Staaten.
Zur Premierensaison der European League of Football wurde Kitchens von den Leipzig Kings um Head Coach Fred Armstrong verpflichtet. Mit den Kings verpasste er mit einer ausgeglichenen Siegesbilanz von 5:5 die Playoffs knapp. Kitchens erzielte im Saisonverlauf 12.5 Sacks und führte damit die ELF an. Beim Spiel in Köln fing Kitchens einen Touchdown-Pass von Michael Birdsong. Er wurde bei den ELF Honors als Defensive Player of the Year ausgezeichnet und zudem in das All-Star Team gewählt. Im November 2021 wurde Kitchens von Berlin Thunder für die ELF-Saison 2022 unter Vertrag genommen. In der sechsten Spielwoche erzielte er gegen die Panthers Wrocław neun Total Tackles, sechseinhalb Tackles for Loss und dreieinhalb Sacks, worauf hin er als ELF Wochen-MVP ausgezeichnet wurde. Bei den ELF Honors 2022 wurde Kitchens erneut zum Defensivspieler des Jahres ernannt. Zudem wurde er in das erste All-Star Team gewählt. Kitchens war der erste Spieler, mit dem für die Saison 2023 verlängert wurde.
Im November 2024 gaben die Hamburg Sea Devils Kitchens' Verpflichtung bekannt.

## Erfolge
Individuelle Auszeichnungen
- High School All-Georgia Team (2012, 2013)
- AP All-America Second Team (2015, 2017)
- AFCA All-America Team (2015, 2016², 2017)
- CoSIDA All-America Second Team (2015, 2017)
- d2football.com All-America Team (2015², 2017)
- Don Hansen/FB Gazette All-America Team (2015 [HM], 2017)
- CoSIDA Region Player of the Year (2015)
- SAC Defensive Player of the Year (2015, 2017)
- CoSIDA/Daktronics/CCA All-Region Team (2015, 2016, 2017)
- College All-Conference First Team (2015, 2016, 2017)
- GFL North All-Star Team (2019)
- ELF Defensive Player of the Year (2021, 2022, 2024)
- ELF All-Star Team (2021, 2022, 2023, 2024)
- American Football International All-Europe Team (2021)[14]
- Team MVP (2021)[15]
- ELF MVP of the Week (1× 2022)

Individuelle Erfolge
- Catawba College All-Time Sack Leader (2014–2017)
- GFL Sack Leader (2019)
- ELF Sack Leader (2021–2024)

Teamerfolge
- College Conference Champion (2015)

## Statistiken
| Jahr                                                           | Team           | Spiele | Tackles | Tackles | Tackles | Tackles | Tackles | Interceptions | Interceptions | Interceptions | Interceptions | Fumbles | Fumbles | Fumbles |
| Jahr                                                           | Team           | Spiele | Total   | Solo    | Ast     | TFL     | Sack    | BrUp          | INT           | Yds           | TD            | FF      | FR      | TD      |
| -------------------------------------------------------------- | -------------- | ------ | ------- | ------- | ------- | ------- | ------- | ------------- | ------------- | ------------- | ------------- | ------- | ------- | ------- |
| European League of Football                                    |                |        |         |         |         |         |         |               |               |               |               |         |         |         |
| 2021                                                           | Leipzig Kings  | 10     | 58      | 39      | 19      | 20,5    | 12,5    | 1             | 0             | 0             | 0             | 3       | 1       | 0       |
| 2022                                                           | Berlin Thunder | 12     | 58      | 38      | 20      | 33,5    | 16,0    | 4             | 1             | 8             | 0             | 4       | 1       | 1       |
| 2023                                                           | Berlin Thunder | 11     | 32      | 23      | 9       | 21,0    | 15,0    | 0             | 0             | 0             | 0             | 0       | 1       | 1       |
| 2024                                                           | Berlin Thunder | 12     | 52      | 30      | 22      | 25,0    | 16,5    | 1             | 0             | 0             | 0             | 4       | 2       | 1       |
| ELF Gesamt                                                     | ELF Gesamt     | 45     | 200     | 130     | 70      | 100,0   | 60,0    | 6             | 1             | 8             | 0             | 11      | 5       | 3       |
| Quellen: stats.europeanleague.football, sportsmetrics.football |                |        |         |         |         |         |         |               |               |               |               |         |         |         |

| Jahr                            | Team           | Spiele | Tackles | Tackles | Tackles | Tackles | Tackles | Interceptions | Interceptions | Interceptions | Interceptions | Fumbles | Fumbles | Fumbles |
| Jahr                            | Team           | Spiele | Total   | Solo    | Ast     | TFL     | Sack    | BrUp          | INT           | Yds           | TD            | FF      | FR      | TD      |
| ------------------------------- | -------------- | ------ | ------- | ------- | ------- | ------- | ------- | ------------- | ------------- | ------------- | ------------- | ------- | ------- | ------- |
| European League of Football     |                |        |         |         |         |         |         |               |               |               |               |         |         |         |
| 2023                            | Berlin Thunder | 1      | 4       | 3       | 1       | 3,5     | 2,5     | 0             | 0             | 0             | 0             | 1       | 0       | 0       |
| ELF Gesamt                      | ELF Gesamt     | 1      | 4       | 3       | 1       | 3,5     | 2,5     | 0             | 0             | 0             | 0             | 1       | 0       | 0       |
| Quellen: sportsmetrics.football |                |        |         |         |         |         |         |               |               |               |               |         |         |         |

## Privates
Außerhalb des Footballs war Kitchens am College Mitglied der Phi Beta Sigma Fraternity Incorporated am benachbarten Livingstone College. Er war auch Mitglied der Black Student Union auf dem Campus in Catawba. Kitchens hat einen Bachelor-Abschluss in Sportmanagement.